# Kinlochleven
Kinlochleven (in gaelico scozzese: Ceann Loch Lìobhann) è un villaggio di circa 800-900 della Scozia nord-occidentale, facente parte dell'area di consiglio dell'Highland e situato lungo il Loch Leven.

## Geografia fisica
Kinlochleven si trova a sud-est di Fort William e ad est/nord-est di Glencoe (da cui dista circa 7 miglia). Il villaggio è situato lungo la sponda orientale del Loch Leven.

## Storia
Il villaggio iniziò a prosperare a partire dal 1904, anno in cui fu aperta a Kinlochleven dalla British Alluminium Company una fonderia di alluminio, all'epoca la più grande d'Europa. La fonderia fu dismessa nel luglio 2000.

## Società

### Evoluzione demografica
Al censimento del 2011, Lochleven contava una popolazione pari a 896 abitanti.
Il villaggio ha conosciuto quindi un lieve decremento demografico rispetto al 2014, quando contava una popolazione pari a 900 abitanti. Il dato è tendente ad un ulteriore calo (la popolazione stimata nel 2016 era di circa 810 abitanti).